# Équipe du Qatar des moins de 17 ans de football
Maillots
L'équipe du Qatar des moins de 17 ans est une sélection de joueurs de moins de 17 ans au début des deux années de compétition placée sous la responsabilité de la Fédération du Qatar de football. L'équipe a remporté une fois la Coupe d'Asie des nations des moins de 16 ans et a terminé une fois quatrième de la Coupe du monde de football des moins de 17 ans.

## Parcours en Coupe d'Asie des nations de football des moins de 16 ans
- 1985 :  Finaliste
- 1986 :  Finaliste
- 1988 : 1er tour
- 1990 :  Vainqueur
- 1992 :  Finaliste
- 1994 :  Finaliste
- 1996 : Non qualifié
- 1998 :  Finaliste
- 2000 : Non qualifié
- 2002 : Quarts de finale
- 2004 :  3e
- 2006 : Non qualifié
- 2008 : Non qualifié
- 2010 : Non qualifié
- 2012 : Non qualifié
- 2014 : 1er tour
- 2016 : Non qualifié
- 2018 : Non qualifié
- 2023 : À venir

## Parcours en Coupe du monde des moins de 17 ans
- 1985 : 1er tour
- 1987 : Quarts de finale
- 1989 : Non qualifié
- 1991 : 4e
- 1993 : 1er tour
- 1995 : 1er tour
- 1997 : Non qualifié
- 1999 : Quarts de finale
- 2001 : Non qualifié
- 2003 : Non qualifié
- 2005 : 1er tour
- 2007 : Non qualifié
- 2009 : Non qualifié
- 2011 : Non qualifié
- 2013 : Non qualifié
- 2015 : Non qualifié
- 2017 : Non qualifié
- 2019 : Non qualifié
- 2023 : À venir

## Palmarès
- Championnat d'Asie de football des moins de 16 ans
  - Vainqueur en 1990

## Anciens joueurs
- Abdulaziz Karim
- Johar Al Kaabi
- Abdulaziz Al Sulaiti
- Hamood Al Yazidi
- Jaralla Al-Marri